# محافظة الدائر
محافظة الدائر أو محافظة الدائر بني مالك هي إحدى محافظات منطقة جازان، جنوب غرب المملكة العربية السعودية،
وحاضرتها مدينة الدائر التي تبعد حوالي 105 كم شمال شرق مدينة جيزان، ويتبع المحافظة عدد من القرى والمراكز.

## نبذة
تعد محافظة الداير بني مالك جزءاً من جبال السروات الجنوبية الغربية والتي تتميز خصائصها الجغرافية بوجود عدة جبال تفصل فيما بينها أودية عميقة ذات غطاء نباتي كثيف وحياتها الفطرية متنوعة. كذلك تشتهر بالمدرجات الزراعية، وتزرع فيها الحبوب كالذرة والدخن وغيرها كالموز والبن، وقد نمت زراعة الأناناس والجوافة والمانجو والبرتقال واليوسفي بنجاح، ومن أهم أشجارها العرعر واللبخ والزيتون البري والتالق والأشجار العطرية كالكاذي والبعيثران وأنواع أخرى من الرياحين. ومن أهم جبال بني مالك جبل طلان الذي يبلغ ارتفاعه 2195 م، ويمتاز بانخفاض درجة الحرارة فيه، كذلك هناك جبال آل خالد - الحشر - العريف - آل امصهيف - آل سعيد - خاشر - الثاهر - العزة - ثهران - العنقة - حبس - شهدان. ومن أهم أوديتها وادي جورا ووادي ضمد ووادي دفا. "وقد ذكرها ياقوت الحموي في "معجم البلدان" والهمداني في "صفة جزيرة العرب" كما ورد ذكرها في الآثار والأشعار.

## جغرافياً

### الموقع
تقع محافظة الدائر بني مالك في الجزء الجنوبي الغربي من السعودية، شمال شرق منطقة جازان، بين خطي الطول (04َ،43ْ وَ 18َ، 43ْ) درجة شـرقاً، والعرض (16َ، 17ْ وَ 32َ،17ْ) درجة شمالاً، ويحدها من الشمال وادي الحياة التابع لمنطقة عسير وجبال هروب، ومن الشرق قبائل آل تليد (الربوعة)، ومن الغرب والجنوب الغربي قبائل بلغازي (محافظة العيدابي) ومحافظة فيفاء ومن الجنوب الحدود السعودية الجنوبية.

### المناخ

#### درجة الحرارة
الطقس في محافظة بني مالك يكون بارد شتاء وحار صيفاً بمعدل درجة حرارة سنوية أقل من (28) درجة مئوية وذلك على المناطق الجبلية، وفي بطون الأودية يميل إلى الحرارة صيفاً حيث يكون متوسط درجات الحرارة السنوي (29) درجة مئوية.

#### الأمطار
تهطل الأمطار بصفة عامة في فصل الصيف (يونيو، يوليو، أغسطس) حيث تحقق نسبة عالية من الترسيب السنوي، والأمطار غالباً تكون كثيفة وغزيرة.

### السكان
بلغ عدد سكان محافظة الدائر (47,424) نسمة حسب تعداد السعودية 2022، عدد السعوديين (41,181) نسمة، وعدد غير السعوديين (6,243) نسمة.
قدر عدد سكان محافظة بني مالك حوالي 58,494 نسمة حسب التعد السكاني لمصلحة الإحصاءات العامة والمعلومات سنة 2010م، وينتسب سكانها إلى قبيلة خولان المعروفة والتي سكنت المنطقة منذ العصر الجاهلي. ويعمل سكان محافظة بني مالك في الزراعة والتجارة والرعي والوظائف الحكومية المختلفة.

## أهم الأماكن السياحية
أهم الأماكن السياحية في بني مالك:

### العين الحارة
هي عبارة عن عين متدفقة فوّاره شديدة الحرارة تقع في شعيب بين تكوينات صخرية بركانية تبلغ درجة حرارة مائها 90 درجة مؤية. تقع العين الحارة في وادي ضمد قرب الحدود الدولية وتبعد عن الداير 20 كم، وقد أقيمت عليها مسابح ودورات للمياه وبها قسم خاص بالسيدات وهي مسوّرة من جميع جهاتها وتشرف عليها هيئة تطوير وتعمير منطقة فيفا وبني مالك. يقصدها الناس من كافة مناطق المملكة والخليج العربي واليمن للاستشفاء.

### مَوهِد
تكوين بركاني وخانق جبلي يعترض مجري وادي ضمد، حيث يضيق هذا الوادي عند اختراقه إلى عرض مترين إلى ثلاثة أمتار ولمسافة تزيد على الألف متر مشكلاً للعديد من الشلالات الكبيرة والأعماق المائية السحيقة مع تعرجات شديدة وتكوينات صخرية مثيرة وأحياء مائية ونباتية متنوعة، علماً أن هذا الخانق الجبلي مجاور للعين الحارة حيث يبعد عنها 2 كم والماء فيه جارٍ بغزارة طوال العام.

### القرى الأثرية

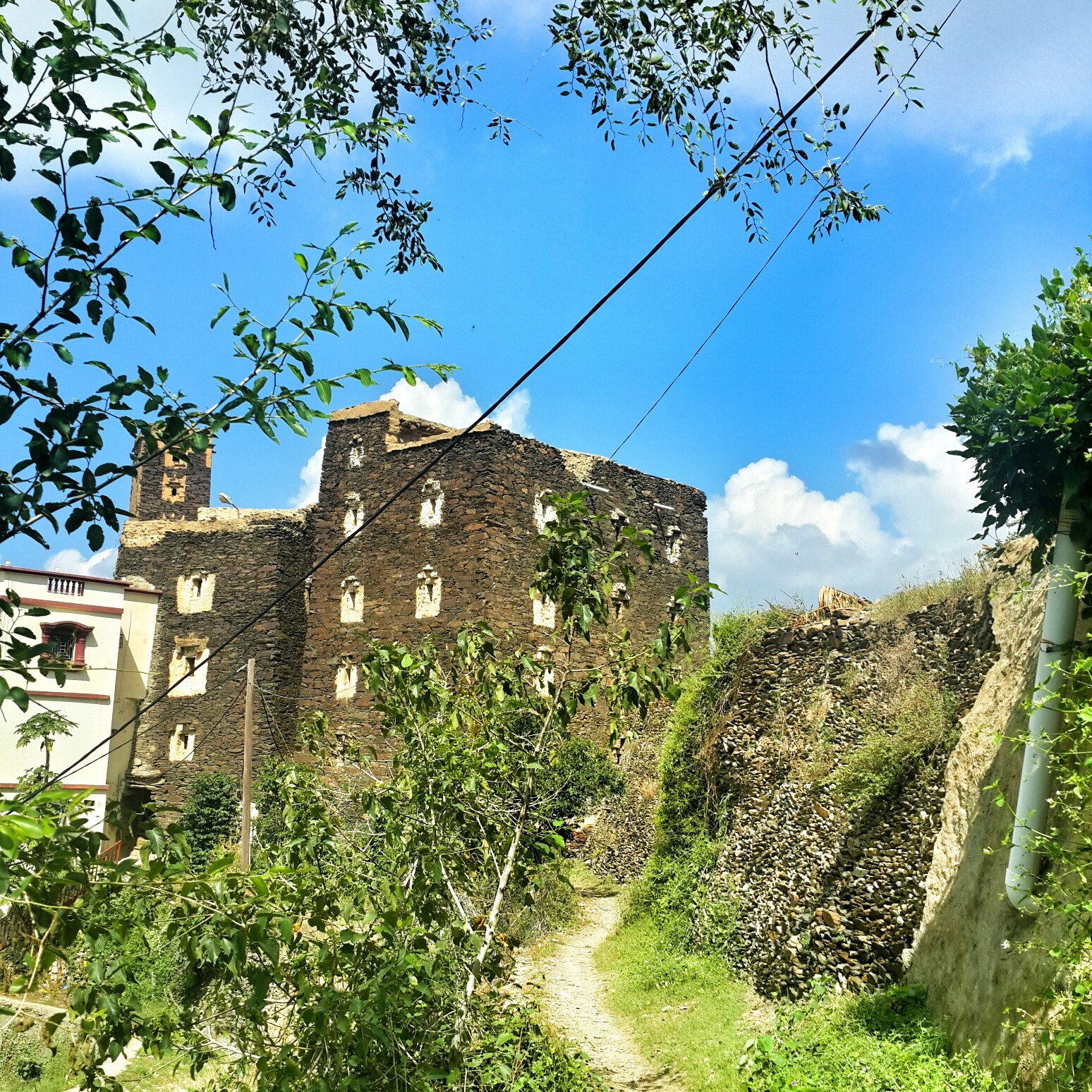
قرية حصيبة الأثرية التابعة لمحافظة الداير بني مالك.

اشتهرت المحافظة بقراها الأثرية ذات الأبراج العالية المربعة والمستديرة المبنية من الحجر حيث برع أهل المحافظة في بناء هذه الأبراج الهائلة بعلو عشرة أدوار، بأشكال هندسية بديعة تدل على ولعهم بالبناء وإتقانهم له حتى عهد قريب، وكانت هذه القرى تجمع بين الاستخدام السكني والعسكري كما يتضح لمن زارها. ولا يخلو وادٍ أو جبل من هذه القرى، كما أن لكل قبيلة قرية أثرية معروفة ومن أشهرها: (قرية قيار – قرية الثاهر – الخطام – خدور – القزعة – المسيجد – الموفا – المزترب – حنينة – علاية – دامحة – العتقة – الولجة – العصيمة – الثهير - الخديعي) وغيرها.

### الغابات والمطلات
توجد قمم جبلية مرتفعة تكسوها غابات خضراء من أشجار العرعر والزيتون البري والشجيرات المختلفة مع برودة الجو ورقة النسيم ومناسبته للرحلة والاستجمام وهي في نفس الوقت تطل على الأودية والجبال المجاورة، وتوجد هذه الغابات في جبل العريف وطلان والحشر وآل امصهيف والغويفر.

### المنتجعات
منتجع القرحان ويمتاز بقربه من مدينة الداير ويقع على طريق جبال الحشر – وادي الحياة المسفلت، وأرضه سهلة منبسطة ومن معالمه شلالات مائية وشجرة (تالق) كبيرة ومعمرة توفر ظلاً ومستراحاً للرحلات وبجوارها بئر وشجرة «كاذي» كبيرة وهي الشجرة العطرية المعروفة. أشجار اللبخ المعمرة:
أشجار اللبخ المعمرة والتي تقع بوادي جورا «بعرقين» تعد من الأشجار النادرة على مستوى المملكة. وهي أشجار ضخمة، حيث يبلغ ارتفاعها حوالي 50 متراً أو أكثر وعرض ساقها ثلاثة أمتار وتعد معلماً من معالم المحافظة، ويكثر تحت فروعها الزوار والسياح للاستمتاع بظلها الوافر وخضرتها الدائمة.

## مراكز المحافظة
وتتبع محافظة الدائر عدة مراكز وهي:
- آل يحيى.
- آل زيدان.
- آل النخيف.
- جبل الحشر.
- وادي دفا.
- عثوان.
- الشجعة.
- الجانبة.

## وصلات خارجية
- منتديات محافظة الداير بني مالك
- محافظة بني مالك على فيس بوك محافظة الدائر  على فيسبوك.
- محافظة الداير الحساب الرسمي تويتر[6]

مجموعة صور 